# Salvia judaica
Salvia judaica (Judean sage) es una especie de arbusto de la familia de las lamiáceas. 

## Descripción
Es un arbusto perenne, originario de la región del Mediterráneo donde se encuentra en los bosques y matorrales de Siria, Líbano e Israel.
Tiene las flores de color violeta y florece entre los meses de abril y junio.

## Taxonomía
Salvia judaica fue descrita por Pierre Edmond Boissier y publicado en Diagn. Pl. Orient. ser. 1, 12: 61. 1853
Etimología
Ver: Salvia
judaica: epíteto geográfico que alude a su localización en Judea.